# Adrian Cardoso
Adrian Cardoso (19 novembre 1991) è un modello spagnolo.

## Carriera
Cardoso ha iniziato la propria carriera di modello professionista dopo aver vinto il concorso per aspiranti modelli Aruba Model Search nel 2008. Pochissimo tempo dopo, Cardoso compare in Vogue Hommes Japan e DaMan,
Trasferitosi a New York, Cardoso compare in numerosi servizi su importanti riviste del settore  come L’Officiel Hommes Italia, V Man, Vogue Hommes Japan e VS Magazine.
Inoltre Cardoso ha lavorato per Dolce & Gabbana, Bottega Veneta, Thierry Mugler, John Galliano, Tim Hamilton, Tommy Hilfiger, Givenchy, United Colors of Benetton e Max Azria.
Dal 2011 è il testimonial della campagna promozionale del marchio BCBGeneration di Max Azria, fotografato da David Roemer, e ha sfilato per la settimana della moda di Milano come esclusiva di Dolce & Gabbana e D&G.

## Agenzie
- Wilhelmina Models - New York
- Elite Model Management - Milano, Londra
- Success Models - Parigi
- Sight Management Studio - Barcellona